# Meloboris longicauda
Meloboris longicauda là một loài tò vò trong họ Ichneumonidae.